# Trondheim
Trondheim  (in danese Trondhjem, anticamente Nidaros, durante la seconda guerra mondiale in tedesco Drontheim) è un comune e una città della Norvegia situata nella contea di Trøndelag. Ha 207 595 abitanti ed  è la più settentrionale delle grandi città norvegesi. Al numero di abitanti vanno sommati i circa 30 000 studenti che frequentano l'università cittadina, l'Università norvegese di scienza e tecnologia.

## Storia
La città fu fondata nell'anno 997 dal re vichingo Olaf I di Norvegia con il nome di Kaupangen, che però diventò presto Nidaros. Fu così capitale norvegese sino al 1217. La città subì numerosi incendi nel corso dei secoli, il più distruttivo dei quali nel 1681 la rase al suolo. Venne ricostruita con ampi viali per far sì che i successivi incendi non si propagassero facilmente. Simbolo della città è la Cattedrale di Nidaros, costruita nel 1070 e meta di pellegrinaggi durante il medioevo. La cattedrale fu opera di molte ristrutturazioni, la più importante nel 1869, che le diedero uno stile gotico-romanico. Durante il medioevo e dal 1814 (quando la Norvegia ebbe la sua prima costituzione autonoma) in poi la cattedrale è stata la sede delle incoronazioni dei re di Norvegia.
Nel 1690 Trondheim diede i natali all'ammiraglio Peter Tordenskjold, celebrato come eroe nazionale tanto in Norvegia che in Danimarca. In città è stato eretto un monumento in suo onore.

### Origini del nome
Anticamente, il «Trondheim» era inteso essere l'area attorno al fiordo dell'attuale città di Trondheim. La città ha assunto diversi nomi prima dell'attuale.
Il primo nome della città fu Kaupangen («Il mercato»), datole dal suo fondatore, Olaf I di Norvegia. Olaf, al suo arrivo nella zona, aveva tagliato la testa di alcuni suoi rivali: Håkon conte di Lade, suo figlio Erlend e il servo di Håkon Kark, che aveva tradito Håkon e cercato di ingraziarsi Olaf allo stesso modo di re Tolomeo XIII con Cesare, cioè portandogli la testa di Håkon; Olaf reagì come Cesare, facendo tagliare la testa a Kark.
Le tre teste furono quindi impalate sull'isoletta di fronte all'odierna Trondheim, e tutti coloro che entravano nel fiordo per nave dovevano, per rispetto al nuovo re Olav, fermarsi a insultare e maledire ad alta voce le teste dei suoi nemici: da qui il primo nome dell'isolotto, Nidarholm, cioè «isoletta delle maledizioni». Da Nidarholm il nome passò al fiume, la Nidelva («il fiume delle maledizioni») e alla città, Nidaros («foce delle maledizioni»), che lo mantenne per lungo tempo. La parola Nid non è più di uso comune in norvegese, ma compare ancora nelle traduzioni norvegesi delle saghe norrene.
Nel tardo medioevo il nome divenne Trondhjem, secondo l'ortografia danese a causa della dominazione della Danimarca. Dopo l'indipendenza dalla Svezia ottenuta nel 1905, il governo centrale decise di cambiare alcuni nomi «coloniali» in alcuni «nazionalromantici», per esempio la capitale Christiania (da Christian, nome tipico dei re di Danimarca) riprese il nome di Oslo. Lo stesso fu proposto per Trondhjem, che sarebbe tornata ad essere Nidaros.
Però, nel 1928, con un referendum la popolazione rifiutò la proposta di riutilizzare il nome medievale. Nonostante ciò, nel gennaio 1930 la città prese il nome di Nidaros. Ci furono grandi proteste, addirittura con sommosse di strada, e dopo qualche mese il parlamento norvegese decise di stabilire finalmente il nome Trondheim, con una grafia un po' «norvegesizzata» in grado di accontentare radicali e conservatori linguistici.
Durante la seconda guerra mondiale, la città prese brevemente il nome germanizzato «Drontheim»; in virtù della «D» iniziale, la base dei sottomarini costruita dai tedeschi (particolarmente attiva nell'intercettazione dei convogli indirizzati al porto sovietico di Arcangelo) venne battezzata «Dora».
Non di rado gli abitanti si riferiscono alla loro città chiamandola Trondhjæm (approssimativamente pronunciato trun'jem) nel loro dialetto.

## Geografia fisica

### Territorio

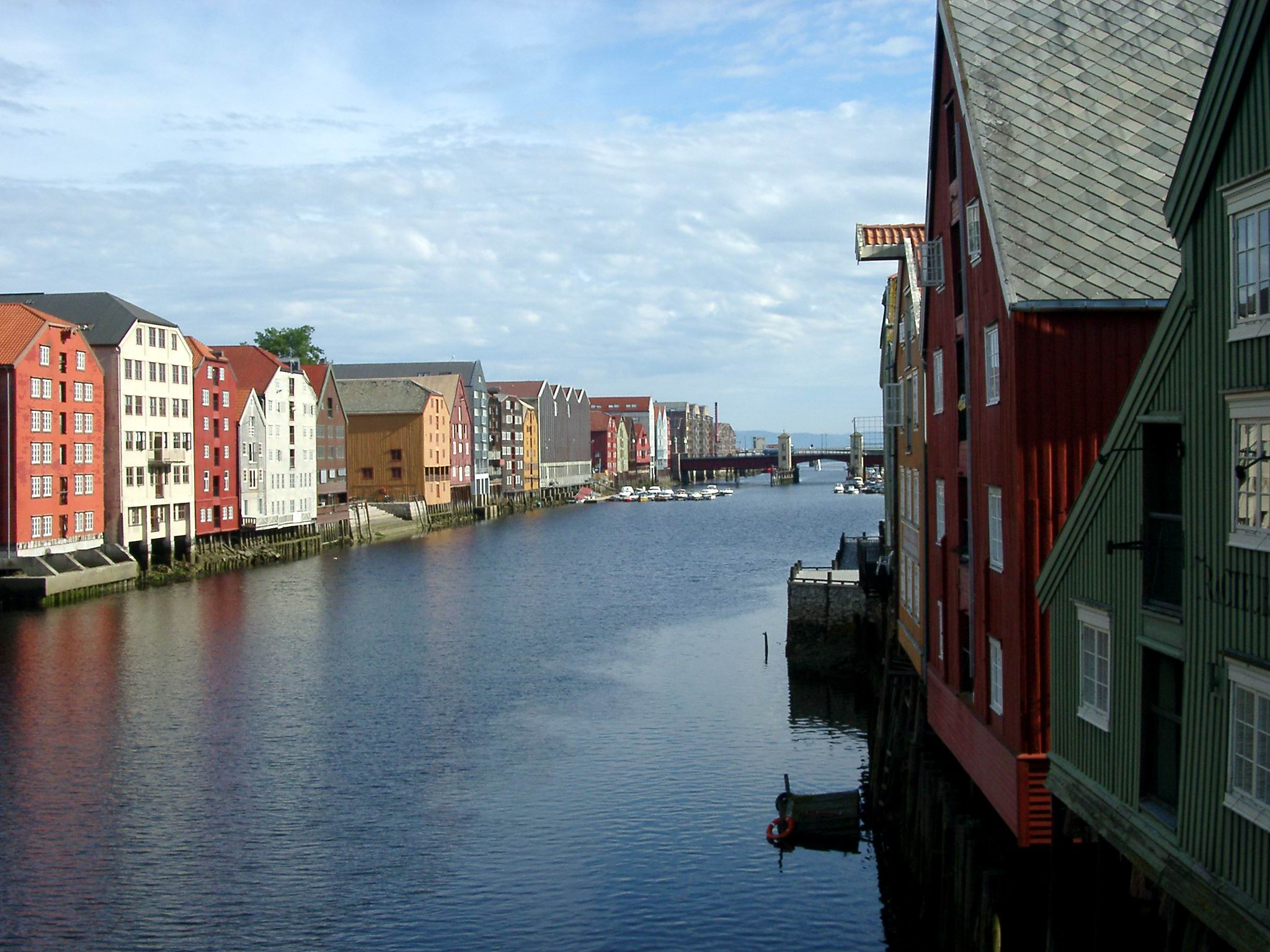
Uno scorcio del Nidelva.

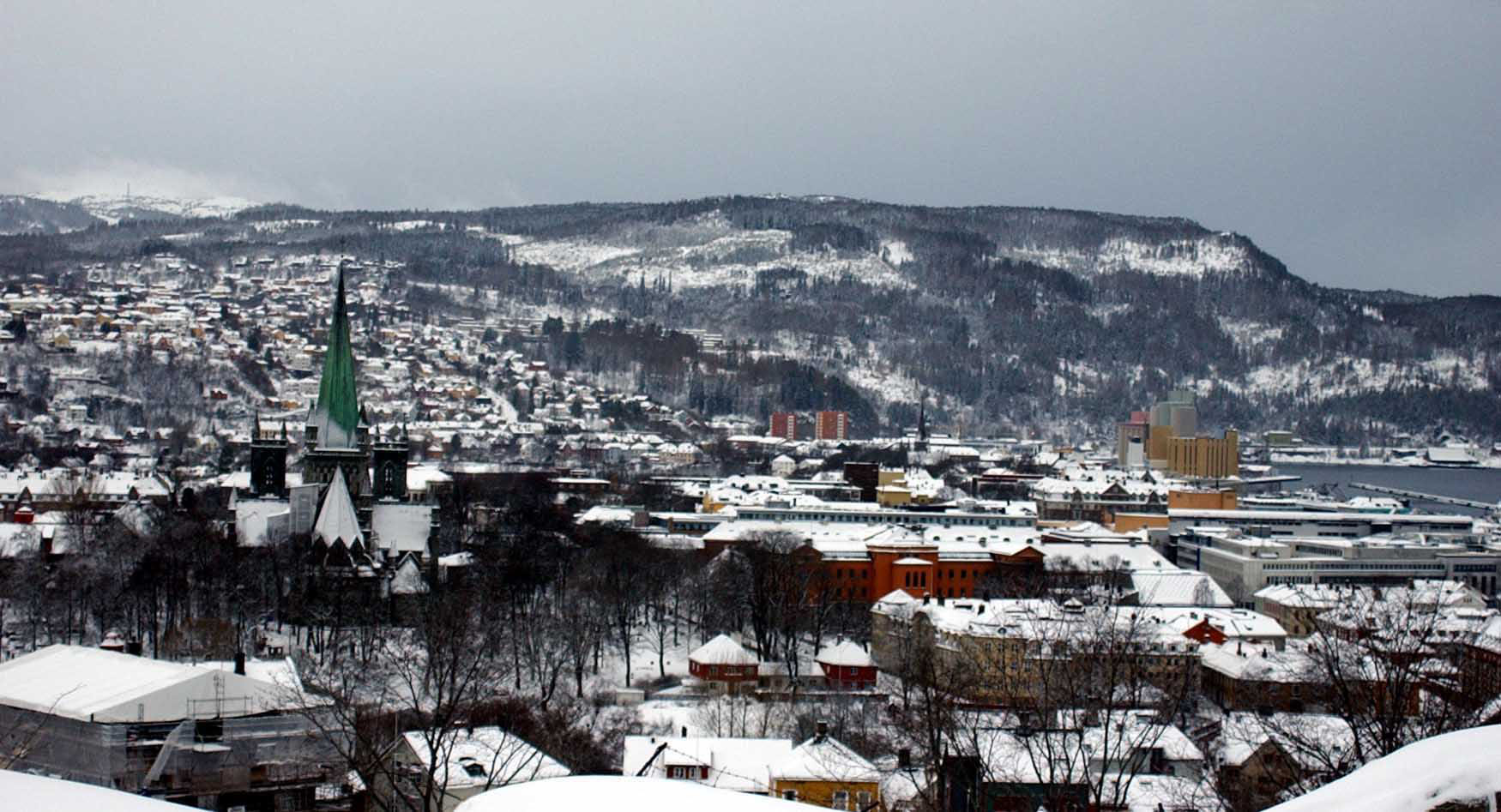
Panorama di Trondheim in inverno.

La città è situata sulla sponda del fiordo di Trondheim (Trondheimsfjord) ed è attraversata dal fiume Nidelva che in corrispondenza della città sfocia nel fiordo. In corrispondenza del solstizio d'estate il Sole sorge alle 03:01 e tramonta alle 23:38 (legali) con un culmine meridiano ai 50 gradi di elevazione e le ore "notturne" sono caratterizzate da una vivida luce crepuscolare. Al solstizio d'inverno, dopo più di 180 giorni comunque, il Sole sorge alle 10:15 (elevazione 0.00 gradi) , rimane molto basso all'orizzonte (3° 13,14' di elevazione al culmine meridiano) e tramonta alle 14:15 (0.00 gradi) , quindi "l'illuminazione incidente" in quattro ore di luce diretta è veramente debole. La luce solare incidente per tutto il dì tende all'oro-arancio. Il punto più elevato del territorio cittadino è il monte Storheia, alto 565 metri.

### Clima

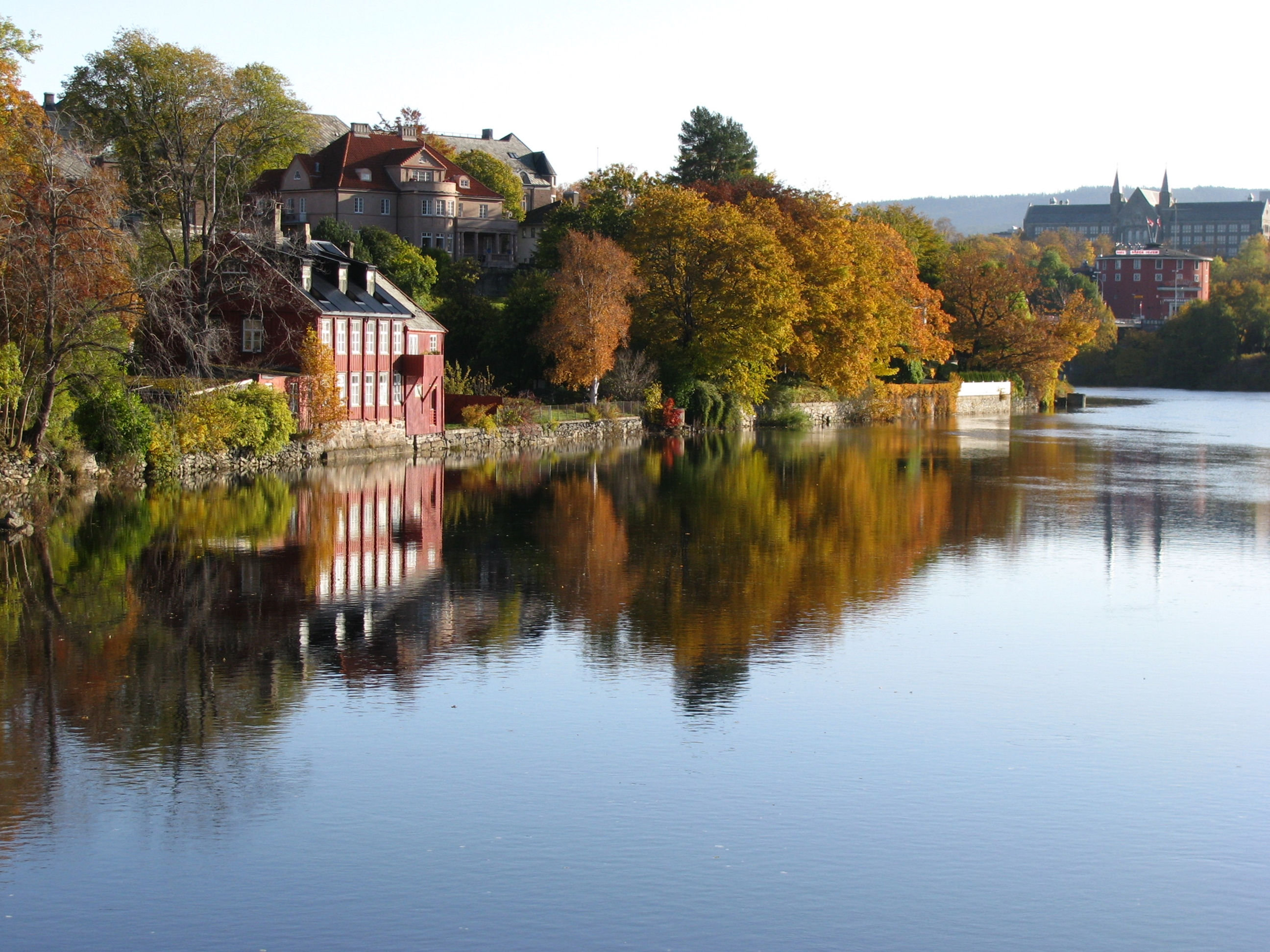
Alberi lungo il Nidelva in autunno.

Trondheim è caratterizzata da un clima oceanico, ma è abbastanza riparata dai forti venti che battono la costa. La temperatura più alta mai registrata è di 35 °C il 22 luglio 1901, mentre la più bassa è di −26,1 °C nel febbraio 1899. A Trondheim può nevicare da ottobre a marzo, ma anche (raramente) ad aprile e maggio nonostante in questi mesi il clima sia più "mite" e si verifichino fenomeni come i nevischi. In inverno capitano spesso giorni in cui si accumulano 25 cm di neve al giorno e le minime crollano al di sotto dei −10 °C. La neve si trova più facilmente nelle zone limitrofe o nei punti cittadini più elevati, ma cade anche sulla costa. La primavera è molto soleggiata, ma le notti possono essere fresche o addirittura fredde. La temperatura giornaliera può raggiungere i 20 °C da inizio maggio a fine settembre. Tuttavia, in estate capita, ma non tanto spesso, di superare tale temperatura. Da ottobre le temperature cominciano a calare sensibilmente e le foglie iniziano a cadere, mentre a novembre il giorno si accorcia sempre più e comincia il freddo artico. Le precipitazioni arrivano a 800/900 mm annui, distribuite in modo uniforme durante tutto l'arco dell'anno: luglio e settembre sono i mesi più piovosi, mentre da marzo a maggio le precipitazioni sono poco più che scarse. In genere, tutto il Trøndelag ha visto aumentare la temperatura media di quasi 2 °C negli ultimi 25 anni.

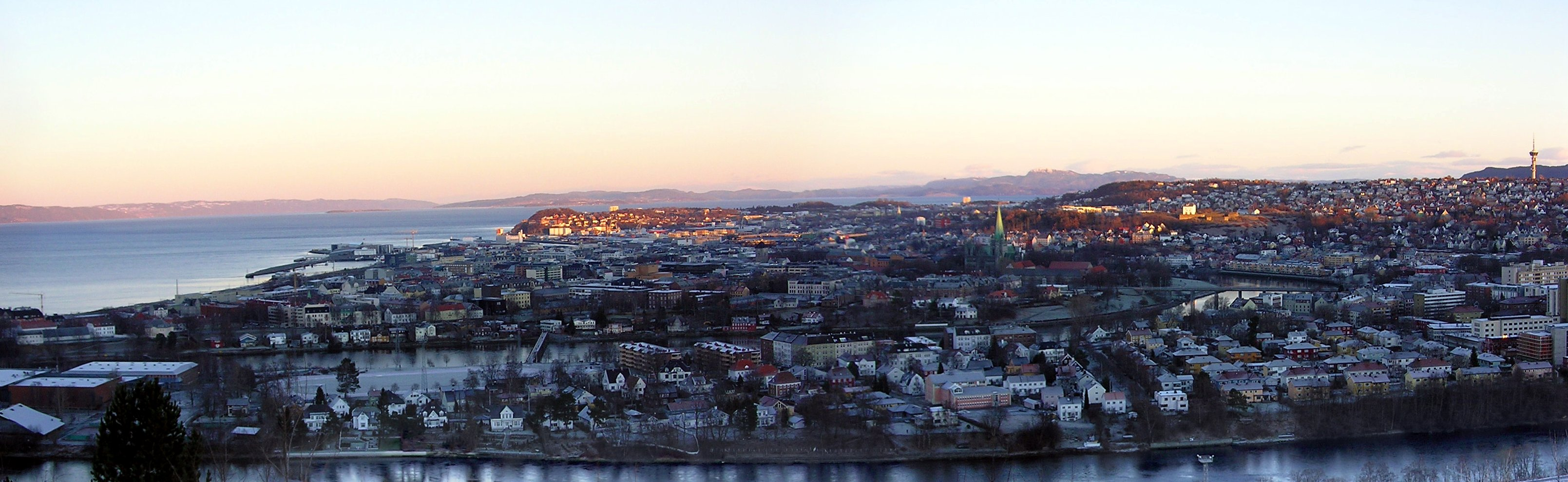
Un panorama di Trondheim, il Trondheimsfjord e l'area circostante.

| Trondheim           | Mesi | Mesi | Mesi | Mesi | Mesi | Mesi | Mesi | Mesi | Mesi | Mesi | Mesi | Mesi | Stagioni | Stagioni | Stagioni | Stagioni | Anno |
| Trondheim           | Gen  | Feb  | Mar  | Apr  | Mag  | Giu  | Lug  | Ago  | Set  | Ott  | Nov  | Dic  | Inv      | Pri      | Est      | Aut      | Anno |
| ------------------- | ---- | ---- | ---- | ---- | ---- | ---- | ---- | ---- | ---- | ---- | ---- | ---- | -------- | -------- | -------- | -------- | ---- |
| T. max. media (°C)  | 1,9  | −0,6 | 4,6  | 11,0 | 14,7 | 16,7 | 20,0 | 19,8 | 14,4 | 7,0  | 6,1  | 0,6  | 0,6      | 10,1     | 18,8     | 9,2      | 9,7  |
| T. min. media (°C)  | −3,5 | −5,4 | −0,8 | 3,6  | 6,2  | 8,5  | 11,8 | 11,9 | 8,4  | 1,3  | 0,2  | −5,0 | −4,6     | 3,0      | 10,7     | 3,3      | 3,1  |
| Precipitazioni (mm) | 92   | 93   | 52   | 17   | 52   | 65   | 134  | 54   | 204  | 78   | 22   | 53   | 238      | 121      | 253      | 304      | 916  |

### Fauna
Nonostante Trondheim sia una città molto grande e con spazi verdi non molto numerosi, è possibile avvistare animali selvatici, tra cui lontre e castori. Invece, è più difficile vedere tassi e volpi, alci e cervi, i quali sono più sono comuni nelle colline che circondano la città. Tuttavia, può capitare che in inverno, quando la neve sulle colline è troppo alta, questi animali scendano e vaghino in città.
Inoltre, in città è presente un edificio di recente costruzione che raccoglie dati e informazioni sulle specie di uccelli che possono essere trovate.

## Economia

### Turismo

In primo piano, il Nidelva. Sul lato sinistro della foto si può scorgere la Cattedrale di Trondheim.

Il centro di Trondheim è disseminato di negozi antichi e caratteristici, ma la "vie dello shopping" cittadino sono la Nordre gate (in italiano:Strada nord) e la Olav Tryggvasons gate (Via Olaf I di Norvegia) nelle quali ci sono negozi molto moderni e alla moda.
A metà degli anni novanta, la zona circostante il bacino di carenaggio e i vecchi edifici industriali furono abbattuti per costruire una zona residenziale con al centro un centro commerciale noto soprattutto tra i giovani, il Solsiden (Il luogo soleggiato).
In città c'era anche una base tedesca di sottomarini utilizzati durante la Seconda guerra mondiale; oggi la vecchia base contiene gli archivi comunali.

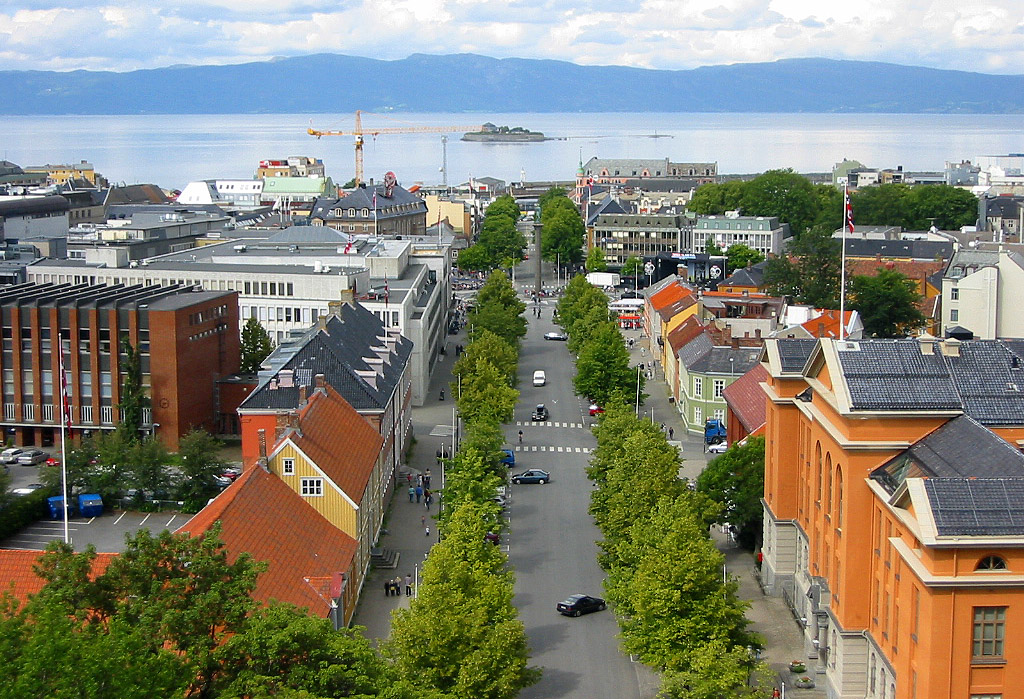
Il centro di Trondheim visto dalla Cattedrale di Trondheim. Sullo sfondo, il Trondheimsfjord e l'isola di Munkholmen.

Su di un colle ad est della città, si erge la Fortezza di Kristiansen, costruita tra il 1681 e il 1684. Egli respinse gli invasori svedesi nel 1718, ma dal 1816 non è più utilizzata dalla famiglia reale per volontà dell'allora re Jean-Baptiste Jules Bernadotte. Oggi, è aperta ai turisti.
Nella piazza centrale, è presente anche una statua dedicata a Olaf I di Norvegia, la quale è montata sopra un obelisco. La base della statua svolge anche la funzione di meridiana, che però in estate porta un errore di un'ora a causa dell'ora legale.
L'isola di Munkholmen oggi è molto visitata dai turisti essendo un luogo ricreativo. In passato, però, ha ospitato una fortezza ed una prigione.
La Stiftsgården è la residenza reale di Trondheim, originariamente costruita nel 1774 da Christine Cecilie Schøller. Ha 140 camere ed occupa un'area di 4000 m². Probabilmente è il più grande edificio in legno del Nord Europa ed ospita la famiglia reale dal 1800.
Vicino al porto c'è una statua di Leif Erikson, primo europeo a sbarcare nelle Americhe. Tuttavia, questa è solo una copia poiché l'originale si trova a Seattle. Infine la torre di Tyholt (Tyholttårnet) con un ristorante panoramico girevole (Egon Tårnet) posto ad 80 metri di altezza e che compie un giro completo ogni ora.

## Sport
La città è attrezzata con vari impianti per la pratica degli sport invernali, in particolare dello sci nordico (come il trampolino Granåsen); ha ospitato i Campionati mondiali juniores di sci nordico 1984, i Campionati mondiali di sci nordico 1997 e ha partecipato alle prime fasi della selezione della città organizzatrice dei XXIII Giochi olimpici invernali. A Trondheim sono state organizzate numerose gare valide per le Coppe del Mondo di biathlon, di combinata nordica, di salto con gli sci e di sci di fondo. Il 9 agosto 2016 ha ospitato la Supercoppa UEFA, che ha visto la vittoria per 3-2 ai supplementari del Real Madrid Club de Fútbol, vincitore della UEFA Champions League 2015-2016, sul Sevilla Fútbol Club, vincitore della UEFA Europa League 2015-2016.
La prima squadra cittadina di calcio è il Rosenborg Ballklub, che milita nella Eliteserien. Il suo stadio è il Lerkendal Stadion.

## Infrastrutture e trasporti
Viste le distanze tipiche della Norvegia, il mezzo più comune per raggiungere Trondheim è l'aereo; la città è servita dall'aeroporto di Trondheim-Værnes. L'aeroporto è collegato alla città da un servizio di bus navetta e alcuni treni locali.
La città è uno snodo della rete ferroviaria norvegese, con due direttrici elettrificate in direzione di Oslo (via Røros e Dovre), una non elettrificata verso Bodø, e un'altra non elettrificata verso la Svezia attraverso Meråker. La stazione ferroviaria centrale è anche il capolinea di svariate linee di autobus a lunga percorrenza.
Il porto, poco distante dalla stazione ferroviaria, è tappa della crociera turistica Hurtigruten, che copre tutta la costa atlantica norvegese. È presente inoltre una linea di catamarani verso Kristiansund.
La strada europea E6 passa attraverso Trondheim, fungendo da tangenziale sul lato orientale della città. Sul lato occidentale sono state realizzate una serie di opere, complessivamente note come strada statale 706, per permettere di aggirare il centro passando attraverso una serie di tunnel, incluso uno sottomarino, che incanalano il traffico a nord del centro e appena a nord della stazione ferroviaria; il tunnel più lungo, quello di Strindheim, è lungo 2,5 km, ha standard autostradale e connette il centro con la E6, con alcune soluzioni originali come una rotonda realizzata su tre piani sfalsati presso il centro commerciale Sirkus. Queste opere hanno notevolmente ridotto il traffico pendolare attraverso la zona residenziale di Rosendal, precedentemente molto esposta.
Come in molte città norvegesi, il traffico automobilistico è soggetto a numerosi pedaggi stradali, esatti con un sistema di telepedaggio, dal quale sono esenti i veicoli a emissioni zero (quasi tutti a batterie). Molti parcheggi, soprattutto nel centro, sono a pagamento (in questo caso senza esenzioni per veicoli a emissioni zero, al contrario di altre città norvegesi). L'uso di pneumatici chiodati, tradizionalmente diffuso nelle zone costiere norvegesi, è soggetto a una tassa (circa 150 € a stagione) per incoraggiare l'uso di pneumatici invernali senza chiodi, che riducono le emissioni di particolato PM10.
Il trasporto pubblico entro la città si basa essenzialmente su autobus, con una flotta recentemente rinnovata che include diverse linee ad alta capacità con ExquiCity da 24 metri e diverse linee servite da bus a batteria. Lungo la direttrice nord-sud e proseguendo a est dal centro è possibile utilizzare i treni della linea regionale Trønderbanen. Una flotta di monopattini elettrici della ditta Ryde è stata sperimentata a Trondheim nel 2019, ma è stata presto bandita dalle autorità comunali a seguito delle difficoltà logistiche causate dai monopattini malamente parcheggiati dagli utenti.
Esiste una sola linea tramviaria che porta dal centro alla popolare zona ricreativa di Bymarka; dal 2004 questa è ufficialmente la linea tramviaria più settentrionale al mondo.

## Amministrazione

### Gemellaggi
- Darmstadt
- Dunfermline
- Graz[8]
- Kópavogur
- Östersund
- Norrköping
- Odense
- Petah Tikva
- Ramallah
- Spalato, dal 1957[9]
- Tampere
- Tiraspol
- Keren
- Naryan-Mar